# Savernake
Savernake is een plaats in de Australische deelstaat New South Wales.